# Ficus benghalensis
Ficus benghalensis (danh pháp khoa học: Ficus benghalensis) là một loài thực vật thuộc họ Dâu tằm. Đây là một cây lớn tán rộng mọc ở tiểu lục địa Ấn Độ. Chúng có rễ buông từ trên cao xuống, một khi các rễ chạm đất, chúng phát triển thành thân cây thân gỗ có thể trở nên không thể phân biệt với thân cây chính.
Quả loài cây này là thức ăn của các loài chim và động vật có vú. Hạt hình được phân tán bởi các loài chim như sáo nâu và các nghiên cứu đã chỉ ra rằng hạt giống vượt qua thông qua hệ thống tiêu hóa của con chim có nhiều khả năng nảy mầm cũng như nảy mầm trước.
Ấu trùng của các loài Melanocercops phractopa và Choreutis aegyptiaca ăn lá của cây này.

## Hình ảnh

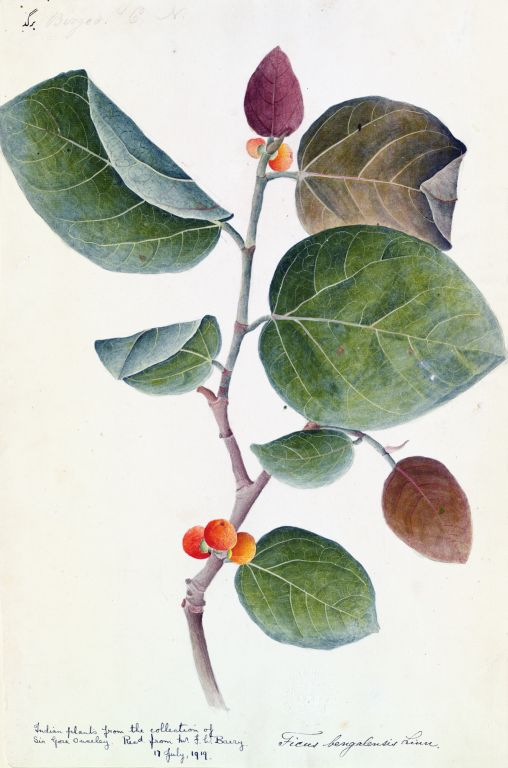
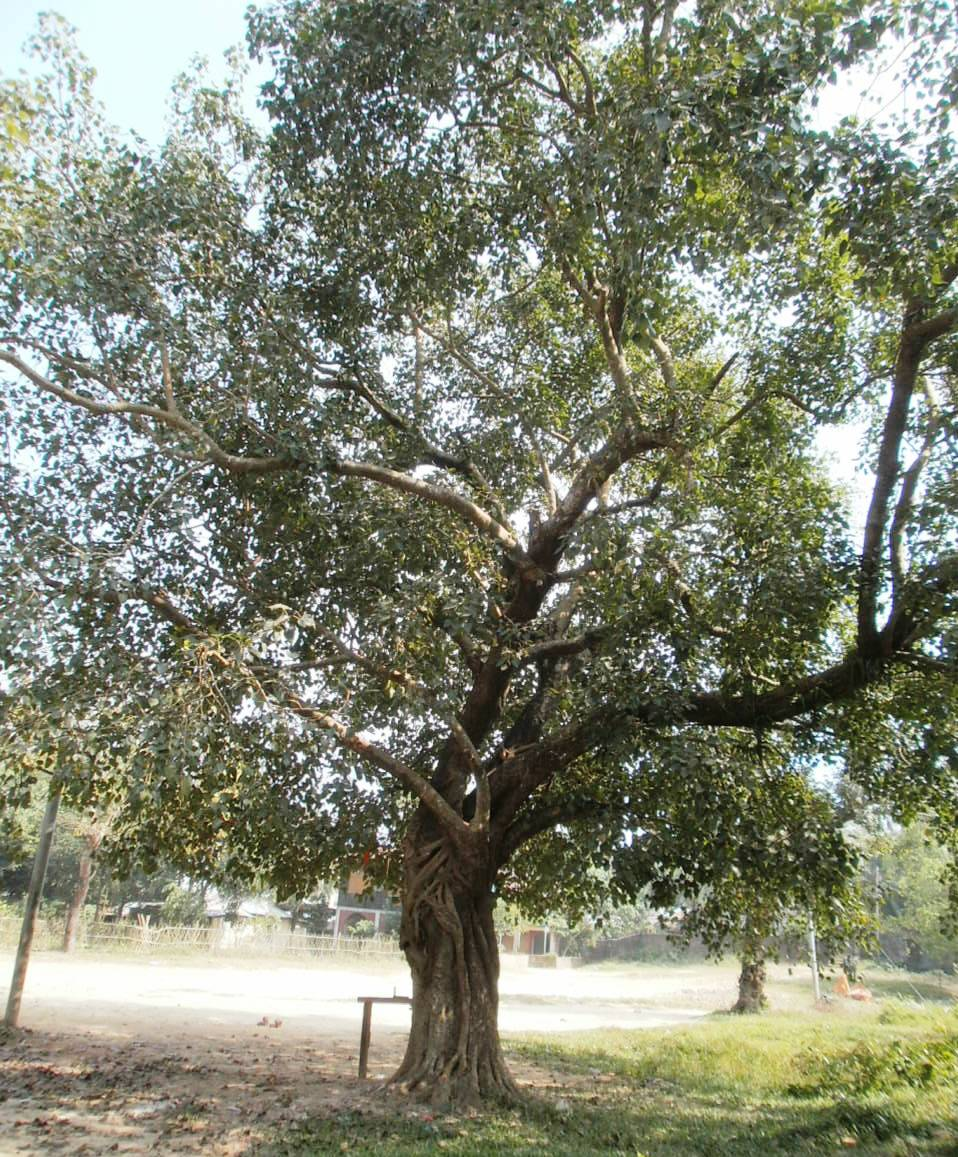